# 허경만
허경만(許京萬, 1938년 3월 4일 ~ )은 대한민국의 검사 출신 법조인이자 10·11·12·13·14대 국회의원과 제31·32대 전라남도지사를 지낸 정치인이다.

## 학력
- 순천동국민학교 졸업
- 순천사범병설중학교 졸업
- 순천고등학교 졸업
- 성균관대학교 법정대학 법정학과 학사(1961년)
- 서울대학교 사법대학원 법학 석사 (1969년)

## 경력
- 사법고시 합격
- 육군본부 군법무관
- 1964년부터 이듬해 1965년까지 베트남 전쟁에 1년간 참전
- 육군 대위 예편
- 성균관대 강사
- 한양대 겸임교수
- 광주지검검사
- 목포지청검사
- 순천지청검사
- 서울지검인천지청검사
- 대전지검홍성지청검사
- 신민당인권옹호위원장
- 제72차IPU제네바총회한국대표
- 평민당원내총무
- 국회상공위원장
- 평민당부총재
- 국회부의장
- 전라남도지사

## 역대 선거 결과
|  | 23.81% |

|  | 29.46% |

|  | 28.39% |

|  | 77.73% |

|  | 66.57% |

|  | 73.50% |

|  | 100.00% |

## 소속 정당
| 소속 정당 | 소속 정당      | 소속 기간 | 비고           |
| --------- | -------------- | --------- | -------------- |
|           | 신민당         | 1978~1980 | 정계 입문      |
|           | 무소속         | 1980~1981 | 정당 해산      |
|           | 민주한국당     | 1981~1985 | 창당           |
|           | 무소속         | 1985      | 탈당           |
|           | 신한민주당     | 1985~1987 | 창당           |
|           | 무소속         | 1987      | 탈당           |
|           | 통일민주당     | 1987      | 창당           |
|           | 무소속         | 1987      | 탈당           |
|           | 평화민주당     | 1987~1991 | 창당           |
|           | 신민주연합당   | 1991      | 당명 변경      |
|           | 민주당         | 1991~1995 | 합당           |
|           | 무소속         | 1995      | 탈당           |
|           | 새정치국민회의 | 1995~2000 | 창당           |
|           | 새천년민주당   | 2000~2005 | 합당 정계 은퇴 |
|           | 민주당         | 2005~2007 | 당명 변경      |
|           | 중도통합민주당 | 2007      | 합당           |
|           | 민주당         | 2007~2008 | 당명 변경      |
|           | 통합민주당     | 2008      | 합당           |
|           | 민주당         | 2008~2011 | 당명 변경      |
|           | 민주통합당     | 2011~2013 | 합당           |
|           | 민주당         | 2013~2014 | 당명 변경      |
|           | 새정치민주연합 | 2014~2015 | 합당           |
|           | 더불어민주당   | 2015~현재 | 당명 변경      |

## 같이 보기
- 순천시·구례군·승주군
- 순천시의 국회의원
- 구례군의 국회의원
- 승주군의 국회의원
- 순천시 (1988년 선거구)
- 대한민국의 국회부의장
- 전라남도지사